# Jade Dynasty
Jade Dynasty — многопользовательская ролевая игра, разработанная китайской компанией Beijing Perfect World. События игры разворачиваются во времена Древнего Китая. В Китае игра имеет название Zhu Xian, её разработка началась в мае 2007 года. В России и странах бывшего СССР издателем игры является компания Mail.ru. Российские сервера игры закрыты 19.06.2023.

## Критика
| Сводный рейтинг       | Сводный рейтинг |
| Агрегатор             | Оценка          |
| --------------------- | --------------- |
| «Критиканство»        | 77/10           |
| Иноязычные издания    |                 |
| Издание               | Оценка          |
| Spieletipps           | 71/100          |
| Русскоязычные издания |                 |
| Издание               | Оценка          |
| «ЛКИ»                 | 79/100          |
| «НИМ»                 | 7,3/10          |
| BestGamer.ru          | 8,2/10          |

Игра получила от критиков в целом положительные оценки, среднее значение которых по версии «Критиканства» составило 77 баллов из максимально возможных 100.